# ルイ・マラン
ルイ・マラン（Louis Marin、1931年5月22日 - 1992年10月29日）は、フランスの哲学者、歴史家、記号学者。
記号学の方法論を背景に、表象のシステム、とりわけ表象と権力の関係、自己表象（自伝、自画像）、表象不可能性（崇高）などに着目した研究を行った。その対象は多岐にわたるが、特に、パスカルおよびポール・ロワイヤル論理学、17世紀絵画（プッサン、カラヴァッジョ、フィリップ・ド・シャンパーニュ）などの研究によって、「今日最も偉大な17世紀研究者の一人」と見なされる。
そのほか、聖書、シャルル・ペローの童話、ユートピア論、スタンダール（『アンリ・ブリュラールの生涯』）、近現代美術についても多数の著作がある。

## 経歴
1931年、イゼール県グルノーブル郡の町ラ・トロンシュに生まれる。パリのリセ・ルイ＝ル＝グランに進学、デリダ、ブルデュー、ミシェル・ドゥギーらと親交を結ぶ。1950年、パリ高等師範学校（エコール・ノルマル）に入学。アルチュセール、フーコーの指導を受ける。1953年、大学教員資格（哲学）取得。アンリ・グイエのもとでパスカルとポール・ロワイヤル論理学についての博士論文（のちに La Critique du discours として出版）の準備を開始。
複数の教職を経た後、1961年からトルコのフランス大使館文化参事官として勤務（1964年まで）。当時イスタンブール大学で教えていた記号学者A・J・グレマスの個人的なゼミナールに出席。1964年からロンドンのアンスティチュ・フランセの所長補佐（1967年まで）。このときアンソニー・ブラント、エドガー・ウィントら、ヴァールブルク研究所周辺との接点を持つ。記号学と美術史は後々にわたってマランの思考の源泉となる。
1967年、パリ、ナンテール大学教授に就任（1970年まで）。また、前年にグレマスが設立し構造主義的言語学、記号学の発信源となっていた記号＝言語学研究グループ（Groupe de recherche sémio-linguistique）に参加。1968年のいわゆる五月革命（ナンテール大学はその中心のひとつだった）においては積極的に行動するも、その敗北に失望する。カリフォルニア大学の招きに応じ、サンディエゴ校で教鞭をとる（1970年 - 1974年）。1974年、ジョンズ・ホプキンス大学教授に就任（1977年まで）。この間、アメリカとフランスを行き来しながら、1973年に博士論文を完成。また、ミシェル・ド・セルトーらと交流しつつ聖書の記号学的分析を多数発表する（Sémiotique de la Passion、Le Récit évangélique）。1975年には、ジャン・ボードリヤールらとともに雑誌『Traverses』の創刊に加わり、しばしば寄稿する。
1977年、社会科学高等研究院（EHESS）の研究指導教授（Directeur d'études）に就任（1992年の死去まで）、ユベール・ダミッシュらとともに同研究院の美術史・美術理論研究部門（CEHTA：Centre d'Histoire et Théorie des Arts）の設立メンバーとなる。1985年、ジョンズ・ホプキンス大学客員教授に就任。
1992年10月、死去。

## 主要著作
- Études sémiologiques : Écritures, peintures（Klincksieck、1971年、2005年再刊）
  - 『絵画の記号学――エクリチュール、パンチュール』（篠田浩一郎、山崎庸一郎訳、岩波書店、1986年）（ただし原著第5章の5論文を除く日本語訳。）
- Sémiotique de la Passion : topiques et figures（Aubier-Montaigne、1971年）
- Utopiques : jeux d'espaces（Éditions de Minuit、1973年）
  - 『ユートピア的なもの――空間の遊戯』（梶野吉郎訳、法政大学出版局、1995年）
- Le Récit évangélique（Cl. Chabrolとの共著、Aubier-Montaigne、1974年）
- La Critique du discours : études sur la Logique de Port Royal et les Pensées de Pascal（Éditions de Minuit、1975年）
- Détruire la peinture（Éditions Galilée、1977年、再刊：Éditions Flamarion、1997年）
  - 『絵画を破壊する』（梶野吉郎、尾形弘人訳、法政大学出版局、2000年）
- Le récit est un piège（Éditions de Minuit、1978年）
  - 『語りは罠』（鎌田博夫訳、法政大学出版局、1996年）
- La Voix excommuniée : Essais de mémoire（Éditions Galilée、1981年）
  - 『声の回復――回想の試み』（梶野吉郎訳、法政大学出版局、1989年）
- Le Portrait du roi（Éditions de Minuit、1981年）
  - 『王の肖像――権力と表象の歴史哲学的考察』（渡辺香根夫訳、法政大学出版局、2002年）
- La Parole mangée et autres essais théologico-politiques（Klincksieck、1986年）
  - 『食べられる言葉』（梶野吉郎訳、法政大学出版局、1999年）
- Jean-Charles Blais : du figurable en peinture（Éditions Blusson、1988年）
- Opacité de la peinture : Essais sur la représentation en Quattrocento（Éditions Usher、1989年、再刊：Éditions de l'EHESS、2006年）
- Lectures traversières（Albin Michel、1992年）

### 死後出版
- Des pouvoirs de l'image : gloses（Éditions du Seuil-Gallimard、1993年）
- De la représentation（Éditions du Seuil、1994年）
- Philippe de Champaigne ou La présence cachée（Hazan、1995年）
- Sublime Poussin（Éditions du Seuil、1995年）
  - 『崇高なるプッサン』（矢橋透訳、みすず書房、2000年）
- Pascal et Port-Royal（PUF、1997年）
- De l'entretien（Éditions de Minuit、1997年）
- L’Écriture de soi : Ignace de Loyola, Montaigne, Stendhal, Roland Barthes（PUF、1999年）
- Politiques de la représentation（Kimé、2005年）

## その他の日本語訳
- 「イメージの記述――プーサンの一風景画について」（横張誠訳、『エピステーメー』1976年3月号、朝日出版社）
- 「ピラトの前のイエス――構造分析の試み」（久米博訳、『構造主義と聖書解釈』、ヨルダン社、1977年）
- 「絵を読む――プッサンをめぐって」（岡村多佳夫訳、『美術手帖』1983年2月号、3月号、美術出版社）
- 「上下する竹」（柴田道子訳、『ニッポン（Traverses 5）』、今村仁司監修、リブロポート、1990年）
- 「絵画を読む――プッサンの一通の手紙（一六三九年）をめぐって」（露崎俊和訳、ロジェ・シャルチエ『書物から読書へ』、水林章他訳、みすず書房、1992年）
- 「アレクサンドル・コジェーヴ「歴史の終焉」をめぐる二つの注記」（野村直正訳、『世紀末の政治（Traverses 6）』、今村仁司監修、リブロポート、1992年）
- 「絵画の「ナショナリズム」をめぐる冷静な考察」（『Too French：art contemporain français=フランス現代美術展』、原美術館、1992年）
- 「表象の枠組みと枠のいくつかの形象」（栗田秀法訳、『西洋美術研究』No. 9、三元社、2003年）

## 関連文献
- 久米博「聖書の構造分析」（『一橋論叢』73巻2号、1975年） (PDF) 
"Les femmes au tombeau : essai d'analyse structurale d’un texte évangélique"（1971）(PDF) の要約を含む。
- 「パスカル・記号学・《日本効果》」（『へるめす』第6号、岩波書店、1986年） (PDF) 
マランと中村雄二郎による対談。
- Derrida, Jacques "À force de deuil", 1993, in Chaque fois unique la fin du monde, Éditions Galilée, 2003
  - デリダ、ジャック「ルイ・マラン（喪の力によって）」、（岩野卓司訳、デリダ、ジャック『そのたびごとにただ一つ、世界の終焉 Ⅱ』、土田知則他訳、岩波書店、2006年）
- Cohen, Alain J.-J.; Pezzini, Isabella; Quéré, Henri eds. Hommages à Louis Marin, Università di Urbino, 1995
- 佐々木健一「ルイ・マランさん追悼」（佐々木健一『ミモザ幻想』、勁草書房、1998年）
- Pousin, Frédéric; Robic, Sylvie eds. Signes, histoire, fictions : Autour de Louis Marin, Éditions Arguments, 2003
- Beyer, Vera; Voorhoeve, Jutta; Haverkamp, Anselm eds. Das Bild ist der König : Repräsentation nach Louis Marin, Wilhelm Fink Verlag, 2005  (目次PDF)